# Équipe du Japon XV de rugby à XV
Ne doit pas être confondu avec Équipe du Japon de rugby à XV ou Équipe du Japon de rugby à XV des moins de 20 ans.
L'équipe du Japon XV de rugby à XV est l'équipe nationale réserve qui représente le Japon à la place de l'équipe principale dans les compétitions internationales mineures de rugby à XV. Elle participe notamment au Pacific Challenge.
Elle porte dans son histoire plusieurs noms : les Junior Japan (ジュニア ジャパン), puis le Japan XV.

## Histoire
Avant l'apparition des Junior Japan, d'autres équipes ont fait office de deuxième équipe nationale japonaise, notamment la sélection « Japan XV » ayant représenté le pays dans le cadre du championnat d'Asie 2004 (en).
L'équipe des Junior Japan est créée en 2012 en tant qu'équipe de développement au service de l'équipe nationale. Après quatre sessions d'entraînement d'un jour entre les mois d'avril et de juin, elle dispute au Chichibunomiya Rugby Stadium son match inaugural contre l'équipe des Tonga le 15 juin. Les joueurs japonais s'inclinent sur le score de 25 à 42. Après ce match, plusieurs protagonistes de ce premier match des Junior Japan sont appelés en équipe nationale. Par la suite, la sélection organise son camp d'entraînement au même endroit que les Brave Blossoms, afin d'entretenir la passerelle entre les deux formations.
La sélection est invitée à participer à l'édition 2013 de la Pacific Rugby Cup en tant que 4e nation principale. La compétition, considérée comme le second niveau de la Coupe des nations du Pacifique, réunit depuis 2011 les équipes réserves des Fijdi, Samoa et Tonga, les opposant à des sélections de développement des franchises de Super Rugby et des équipes académiques, d'Australie puis de Nouvelle-Zélande, avant de se rencontrer entre elles ; organisée par l'International Rugby Board, elle est destinée à améliorer la compétitivité des joueurs fidjiens, japonais, samoans et tongiens. Les Japonais se classent en 3e position en 2013 après les tournées en Australie et Nouvelle-Zélande, la troisième étape étant annulée,. Alors que l'édition suivante est remaniée, l'équipe japonaise finit à la quatrième et dernière place de sa poule.
En 2015, la compétition subit un changement de formule plus radical : renommée Pacific Challenge, elle est réservée uniquement aux équipes réserves nationales ; les trois nations du Pacifique et les Junior Japan restent parmi les équipes participantes. Les Japonais obtiennent leur meilleur résultat lors de l'édition 2017 (en), en terminant deuxièmes de la compétition. Un an plus tard, ils rééditent leur performance et conservent leur 2e place pour les tournois de 2018 (es) et 2019 (es). Les Junior Japan remportent finalement le tournoi en 2020 (es).
Dans le cadre de l'édition 2024 (ja) du Pacific Challenge, l'équipe est désignée en tant que « Japan XV » ; la sélection japonaise remporte par ailleurs cette compétition.

## Palmarès
- Pacific Challenge :
  - Vainqueur : 2020 (es), 2024 (ja).